# Alberto Mario González
Alberto Mario González   (Buenos Aires, 21 d'agost de 1941 - Buenos Aires, 26 de febrer de 2023) fou un futbolista argentí.

## Selecció de l'Argentina
Va formar part de l'equip argentí a la Copa del Món de 1962.

## Referències

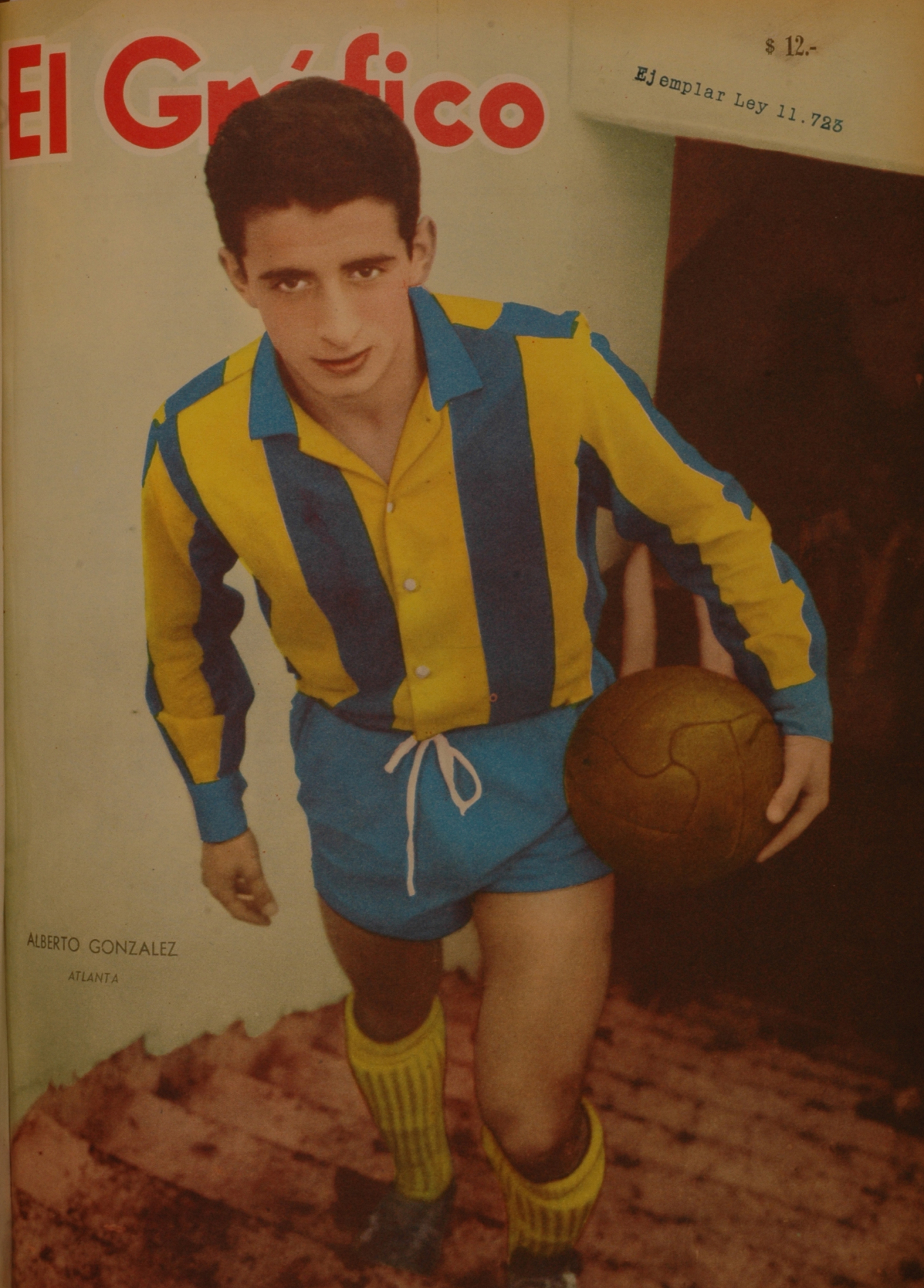
Alberto González el 1961.